# Dollface
Dollface – amerykański serial komediowy z 2019 roku stworzony przez Jordana Weissa. Showrunnerem serialu jest Ira Ungerleider. W rolach głównych wystąpiły: Kat Dennings, Brenda Song, Shay Mitchell i Esther Povitsky.
Serial opowiada o Jules Wiley, która zostaje porzucona przez swojego chłopaka i odnawia swoje kobiece przyjaźnie.
Dollface zadebiutował 15 listopada 2019 roku w serwisie Hulu. Serial otrzymał mieszane recenzje od krytyków i został zakończony po dwóch sezonach. W Polsce oba sezony udostępnione zostały 14 czerwca 2022 roku na Disney+.

## Obsada

### Główne role
- Kat Dennings jako Jules Wiley, kobieta pracująca jako projektantka stron internetowych w firmie Woöm[5].
- Brenda Song jako Madison Maxwell, ekspertka od PR–u i najlepsza przyjaciółka Jules z czasów szkolnych[6].
- Shay Mitchell jako Stella Cole, najlepsza przyjaciółka Jules ze szkoły[7].
- Esther Povitsky jako Izzy Levine, współpracowniczka Jules w Woöm, z którą się zaprzyjaźniła[8].

### Role drugoplanowe
- Beth Grant jako Cat Lady[4]
- Connor Hines jako Jeremy[9][4].
- Brianne Howey jako Alison B.[10]
- Vella Lovell jako Alison S.[11][10]
- Malin Åkerman jako Celeste[4]
- Goran Višnjić jako Colin[12]
- Matthew Gray Gubler jako Wes[13]
- Jayson Blair jako Liam[14][15]
- Corinne Foxx jako Ruby[16][15]
- Luke Cook jako Fender[17][15]
- Chelsea Frei jako Alison J.[18][15]
- Lilly Singh jako Liv[19][15]
- Santina Muha jako Sky[20]
- Owen Thiele jako Q[20]
- Lincoln Reichel jako Bruno[21]

### Role gościnne
- Dave Coulier jak on sam[9]
- Este Haim jako Lemon[9]
- Shelley Hennig jako Ramona[9]
- Joseph Lawrence jak on sam[9]
- Ritesh Rajan jako Thomas[22]
- Tia Carrere jako Teresa[9]
- Matthew Gray Gubler jako Wes[9]
- Michael Angarano jako Steve[9]
- Camilla Belle jako Melyssa[9]
- Macaulay Culkin jako Dan Hackett[9]
- Derek Theler jako Ryan[22]
- Ben Lawson jako Oliver[22]
- Margot Robbie jako Imelda[9]
- Christina Pickles jako Silvia Goldwyn[9]
- Nikki Reed jako Bronwyn[9]
- Colton Haynes jako Lucas[23]
- Jennifer Grey jako Sharon Wiley[24]
- Don Stark jako Craig Wiley[24]
- Andrew W.K.[20]

## Emisja
Pierwszy sezon serialu Dollface zadebiutował 15 listopada 2019 roku w serwisie Hulu w Stanach Zjednoczonych oraz Crave w Kanadzie. Drugi sezon pojawił się na Hulu 11 lutego 2022 roku. Od 5 marca 2021 roku jest on dostępny poza Stanami i Kanadą w serwisie Disney+ pod marką „Star”, a od 31 sierpnia Ameryce Łacińskiej na Star+. W Polsce oba sezony udostępnione zostały 14 czerwca 2022 roku na Disney+.

### Przegląd sezonów
| Sezon | Sezon | Odcinki | Oryginalna emisja |
| ----- | ----- | ------- | ----------------- |
|       | 1     | 10      | 15 listopada 2019 |
|       | 2     | 10      | 11 lutego 2022    |

## Lista odcinków

### Sezon 1 (2019)
| №  | Nr | Tytuł            | Tytuł polski                | Reżyseria       | Scenariusz      | Premiera (Hulu)   | Premiera w Polsce (Disney+) |
| -- | -- | ---------------- | --------------------------- | --------------- | --------------- | ----------------- | --------------------------- |
| 1  | 1  | Guy’s Girl       | Dziewczyna swojego chłopaka | Matt Spicer     | Jordan Weiss    | 15 listopada 2019 | 14 czerwca 2022             |
| 2  | 2  | Homebody         | Domatorka                   | Stephanie Laing | Jordan Weiss    | 15 listopada 2019 | 14 czerwca 2022             |
| 3  | 3  | Mystery Brunette | Tajemnicza brunetka         | Stephanie Laing | Sam Jarvis      | 15 listopada 2019 | 14 czerwca 2022             |
| 4  | 4  | Fun Friend       | Zabawowa przyjaciółka       | Stephanie Laing | Grace Edwards   | 15 listopada 2019 | 14 czerwca 2022             |
| 5  | 5  | Beauty Queen     | Królowa piękności           | Stephanie Laing | Harper Dill     | 15 listopada 2019 | 14 czerwca 2022             |
| 6  | 6  | History Buff     | Miłośniczka historii        | Brennan Shroff  | Nathaniel Stein | 15 listopada 2019 | 14 czerwca 2022             |
| 7  | 7  | F*** Buddy       | Kumpelka do łóżka           | Alethea Jones   | Hallie Cantor   | 15 listopada 2019 | 14 czerwca 2022             |
| 8  | 8  | Mama Bear        | Niedźwiedzica               | Alethea Jones   | Hallie Cantor   | 15 listopada 2019 | 14 czerwca 2022             |
| 9  | 9  | Feminist         | Feministka                  | Brennan Shroff  | Jordan Weiss    | 15 listopada 2019 | 14 czerwca 2022             |
| 10 | 10 | Bridesmaid       | Druhna                      | Ira Ungerleider | Jordan Weiss    | 15 listopada 2019 | 14 czerwca 2022             |

### Sezon 2 (2022)
| №  | Nr | Tytuł             | Tytuł polski         | Reżyseria       | Scenariusz                   | Premiera (Hulu) | Premiera w Polsce (Disney+) |
| -- | -- | ----------------- | -------------------- | --------------- | ---------------------------- | --------------- | --------------------------- |
| 11 | 1  | Travel Agent      | Agentka ds. podróży  | Nisha Ganatra   | Jordan Weiss                 | 11 lutego 2022  | 14 czerwca 2022             |
| 12 | 2  | Right-Hand Woman  | Prawa ręka           | Nisha Ganatra   | Michelle Nader               | 11 lutego 2022  | 14 czerwca 2022             |
| 13 | 3  | Boss Lady         | Rządzicielka         | Yulin Kuang     | Josephine Green Zhang        | 11 lutego 2022  | 14 czerwca 2022             |
| 14 | 4  | Power Player      | Ona ma moc           | Adriana Robles  | Liz Elverenli                | 11 lutego 2022  | 14 czerwca 2022             |
| 15 | 5  | Miss Codependent  | Miss Współzależności | Zoe Cassavetes  | Sam Jarvis                   | 11 lutego 2022  | 14 czerwca 2022             |
| 16 | 6  | Space Cadet       | Mistrzyni porządków  | Kris Rey        | Liz Elverenli                | 11 lutego 2022  | 14 czerwca 2022             |
| 17 | 7  | Molly             | Królowa tańca        | Emma Westenberg | Solomon Georgio              | 11 lutego 2022  | 14 czerwca 2022             |
| 18 | 8  | Homecoming Queen  | Królowa balu         | Alethea Jones   | Liz Elverenli, Jordan Weiss  | 11 lutego 2022  | 14 czerwca 2022             |
| 19 | 9  | Princess Charming | Księżniczka z bajki  | Jennifer Arnold | Jordan Weiss                 | 11 lutego 2022  | 14 czerwca 2022             |
| 20 | 10 | Birthday Girl     | Jubilatka            | Alethea Jones   | Michelle Nader, Jordan Weiss | 11 lutego 2022  | 14 czerwca 2022             |

## Produkcja

### Rozwój projektu
W listopadzie 2017 roku poinformowano, że Hulu zamówiło pilot serialu, którego twórcą i głównym scenarzystą został Jordan Weiss. Poza Weissem producentami wykonawczymi zostali: Stephanie Laing, Margot Robbie, Brett Hedblom, Bryan Unkeless, Scott Morgan, Nicole King i Kat Dennings. Laing miała również zająć się reżyserią odcinka pilotażowego. Ujawniono również, że produkcją zajmą się wytwórnie Clubhouse Pictures i LuckyChap Entertainment. 
Rok później poinformowano, że Hulu zleciło produkcję dziesięcioodcinkowego sezonu serialu. Do grona producentów wykonawczych dołączyli: Ira Ungerleider, Tom Ackerley i Matt Spicer. Ungerleider została showrunnerem serialu, a Spicer miał się zająć reżyserią pierwszego odcinka, zastępując Laing. Wyjawiono, że w produkcję będzie zaangażowane również ABC Signature Studios. 
W styczniu 2020 roku poinformowano, że został zamówiony drugi sezon serialu. W maju 2022 roku ujawniono, że Hulu zdecydował się zakończyć produkcję po dwóch sezonach.

### Casting
W listopadzie 2017 roku poinformowano, że Kat Dennings zagra główną rolę w produkcji. W styczniu 2019 roku ujawniono, że Brenda Song i Lex Scott Davis dołączyły do obsady. W lutym poinformowano, że w serialu zagra Esther Povitsky. W kwietniu wyjawiono, że Shay Mitchell zastąpi Davis. W czerwcu 2019 roku ogłoszono, że Goran Višnjić zagra jedną z drugoplanowych ról. 
W lipcu 2021 roku poinformowano, że do obsady drugiego sezonu dołączyli: Lilly Singh, Jayson Blair, Corinne Foxx i Luke Cook. We wrześniu ujawniono, że w serialu zagra Chelsea Frei.

## Muzyka
We wrześniu 2019 roku poinformowano, że Jonathan Sadoff skomponuje muzykę do serialu.

## Odbiór

### Krytyka w mediach
Serial spotkał się z mieszaną reakcją krytyków. W serwisie Rotten Tomatoes 59% z 27 recenzji sezonu pierwszego uznano za pozytywne, a średnia ocen wystawionych na ich podstawie wyniosła 7,1/10. Natomiast w przypadku drugiego sezonu 60% z 5 recenzji uznano za pozytywne ze średnią ocen 5,6/10. Na portalu Metacritic średnia ważona ocen z 13 recenzji pierwszego sezonu wyniosła 54 punkty na 100, a drugiego 49 punktów z 4 recenzji.
Daniel Fienberg z The Hollywood Reporter stwierdził, że „są rzeczy, które można polubić w Dollface [...] triumfalny powrót do formy Kat Dennings [...] cała obsada, łącznie z dużą liczbą gościnnie występujących aktorów, jest tak wspaniała, że oglądanie 10 półgodzinnych odcinków pierwszego sezonu przynosi przyjemność i pewność, że można by lepiej ich wykorzystać”. Angelica Jade Bastién z Vulture oceniła, że „Dollface mogło być zabawną, niezapomnianą rozrywką, rodzajem serialu, który można oglądać składając pranie. Ale jego podejście do feminizmu uderza w kwaśny ton”. Hank Stuever z „The Washington Post” ocenił serial jako „przyjemne, cyniczne studium społeczne”. Adrian Horton z The Guardian napisał, że „Dollface, mimo że skupia się na kobiecej przyjaźni, zaangażowanych występach i naprawdę dobrej znajomości satyrycznej terminologii, jednak okazuje się, że w samym serialu nie ma jej zbyt wiele”.

### Nagrody
| Rok  | Ceremonia                     | Kategoria                                                           | Nominowani                                                                    | Rezultat | Przypis |
| ---- | ----------------------------- | ------------------------------------------------------------------- | ----------------------------------------------------------------------------- | -------- | ------- |
| 2019 | California on Location Awards | Najlepszy zespół lokacyjny dla półgodzinnego programu telewizyjnego | Kyle Sucher, Danny Finn, Josh Vignery, Scott Kradolfer, Nick Bell, Dan Dawson | Wygrana  | [ 43 ]  |